# ブドウネアブラムシ
ブドウネアブラムシ（葡萄根油虫）は、ブドウ樹の葉や根にコブを生成してブドウ樹の生育を阻害し、やがて枯死に至らせる昆虫である。別名はフィロキセラ（Phylloxera、旧学名の Phylloxera vastatrix にちなむ）。19世紀後半、品種改良のためにヨーロッパへ移入したアメリカ原産のブドウ樹に付着していたことで、ブドウネアブラムシへの抵抗力を持っていないヨーロッパブドウ（ヴィニフェラ種）に全滅に近いほどの被害をおよぼし、多くの歴史あるワイナリーがそのワイン畑と共に失われた（19世紀フランスのフィロキセラ禍）。

## 被害の状況

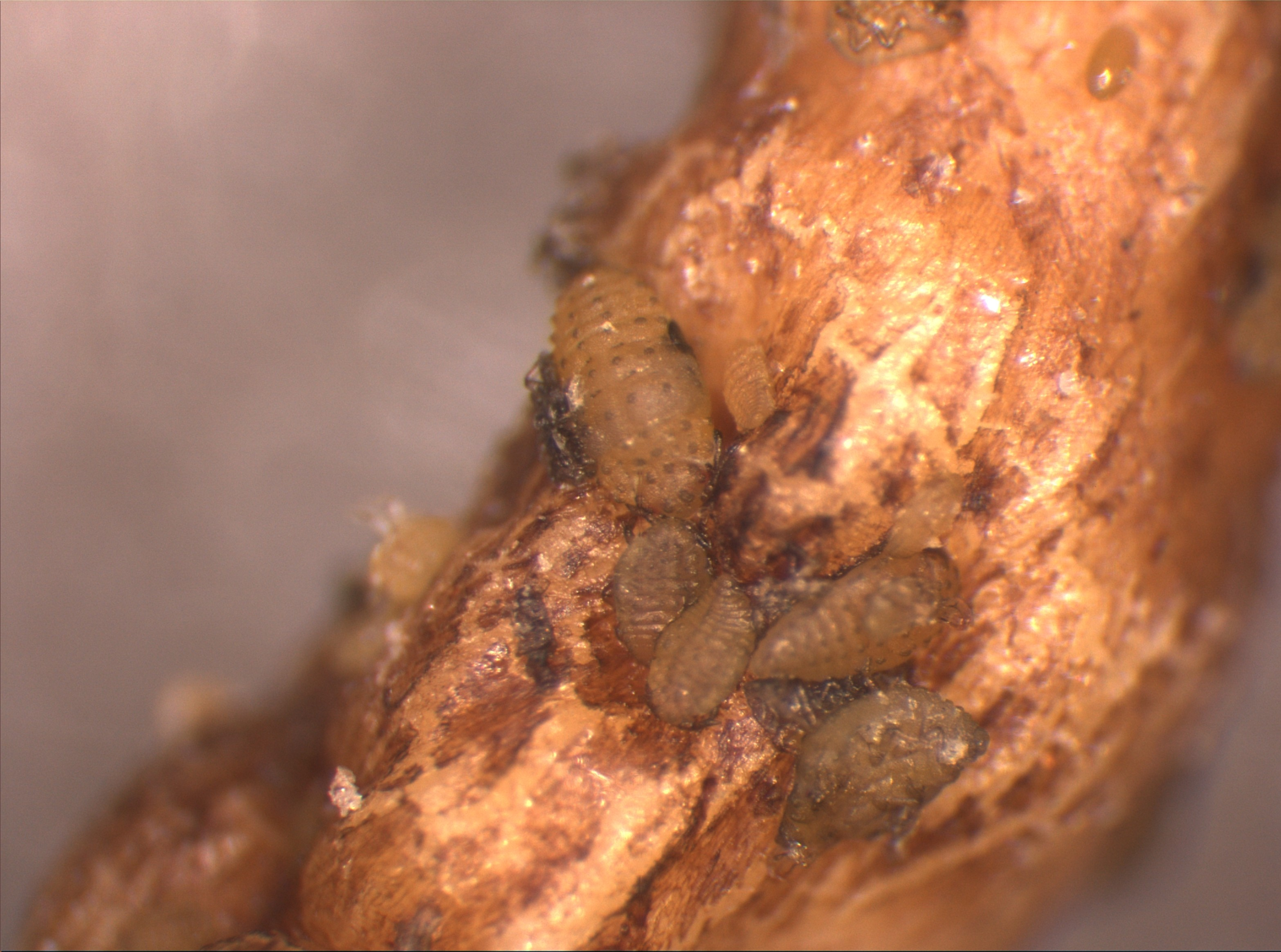
ブドウ根に吸い付く幼虫

成虫・幼虫が根または葉から樹液を吸うため、虫がついた部分の根や葉にコブができ、開花不良・無核果・葉焼け・葉色減退などの被害が現れる。そして、樹が次第に衰弱して枯死する。根では細根が紡錘形にふくれ、養水分の吸収ができなくなる。また、葉では未展開の若葉に幼虫が寄生し、葉表に口の開いたつぼ状の葉こぶをつくるため、葉は十分に展開せずに生育不良となる。

### 診断のポイント
地上部の診断
春先の発芽が遅れたり、開花不良で花震いが発生したりしてエビ病状の多いときや、葉色が悪く、淡黄色の斑紋が大きくなる病状が見られるときは、根コブが多いことに間違いないので、根元を掘り起こして細根を調べる。6月から9月ごろにかけ、葉の裏側に金平糖のような虫こぶが発生する。
地下部の診断
細根の表面のくぼみに体長0.9-1mmぐらいで全体的に暗茶色または、鉄黄色した虫が発生しており、体の表面には多数のコブ状の突起が見られる。卵は長楕円形で長さ0.3mmぐらいで、孵化したばかりの幼虫は淡黄色であるが、成長とともに鉄黄色となる。いずれも細根の根コブが同時に見られる。

## 対策
- 薬剤を樹冠下または主幹周辺に散布する[2]
- 耕種的防除[2]
  - 新植する場合は、抵抗性台木[3]を接いだ苗を植える。
  - 抵抗性台木を接いでも深植すると自根が発生するので、自根は断根する。
  - 自根苗や深植のため自根が多いときは、根元に抵抗性台木を植え、8月中〜9月上に寄せ接ぎをして、根系を更新する。
  - 被害樹は、樹勢の衰弱程度に応じて結果させ、結果過多にならないようにする。

## 生態

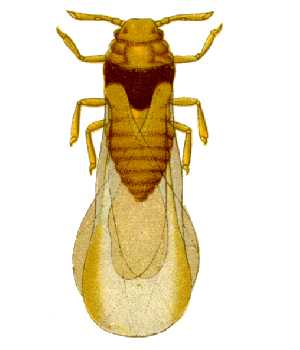
有翅型ブドウネアブラムシ

ブドウネアブラムシは、他のアブラムシと同様、単為生殖と有性生殖を行う。単為生殖の段階では、すべてメスであり、翅のない無翅型である。さらに、ブドウ樹の葉にこぶをつくる「葉こぶ型」と根にこぶをつくる「根こぶ型」がある。有性生殖の段階では、オスとメスが発生し、翅のある「有翅型」である。
昨秋にブドウ樹に産みつけられ、冬を越した卵が孵化すると、葉の裏側に付着して樹液を吸い、葉表に向かって開いた葉こぶを形成する。成虫は葉こぶ内に単為生殖で産卵し、個体数を増やして行く。この状態の成虫は葉こぶ型と呼ばれている。葉こぶ内の卵が孵化し幼虫が葉の表面に這い出すと、一部の幼虫が根に降りて成虫となり、根こぶを形成し、樹液を吸う。この状態の成虫は根こぶ型と呼ばれている。根こぶ型の成虫から有性生殖を行う個体が発生する。その個体は、孵化すると翅のある有翅型（すべてメス）が生まれ、大きさの違う2種類の卵を産卵する。その卵からオスとメスが孵化するが、それらは、交尾をすることだけで、エサを食べる事はない。交尾をするとメスは卵を産卵し、その卵が冬を越し、春に孵化し、葉こぶ型の成虫となる。

## 各地の被害例

### 西ヨーロッパ
1862年、南フランスのガール県で小さなワイン商を営んでいたジョセフ＝アントワーヌ・ボルティが、アメリカのニューヨークからブドウの苗木を購入し、自分の小さな畑に植えた。2年後、周囲のブドウがしおれ始め、葉が黄色くなって落葉し、ついには枯死した。その病状は急速に広がり、ローヌ県南部にも被害が確認された。1868年には、ラングドック地方にも広がり始め、その後の10年間でフランス全土に蔓延し、ついにはポルトガル、スペイン、ドイツ、オーストリア、イタリアに広がった。
病気の調査のためフランス政府は調査委員会を設置し、植物学者のジュール・エミール・プランション教授が調査員の一員に任命された。ブランションは、まだ枯死していないブドウの根を調査し、ブドウネアブラムシを発見した。1873年、ブランションはアメリカに渡り、ブドウネアブラムシに耐性のあるアメリカ原産のリパリア種 (V.riparia)、ルペストリス種 (V.rupestris)、ベルランディエリ種 (V.berlandieri) を発見した。
フランス政府はワイン産業の全滅を受け、ついに30万フランの賞金を出して解決策を求めた。最初は被害の拡大を防ぐため、被害に遭ったブドウを引き抜いたり焼却したりしたが、効果がなかった。二硫化炭素の殺虫作用を利用し、根の周囲に注入することも行われた。しかし、二硫化炭素は揮発性が高く、引火性が高いという欠点を持っていた。1874年のモンペリエのブドウ栽培会議でアンリ・ブーシェは、アラモン種（ヨーロッパブドウ）がアメリカブドウの台木に接木できることを示した。この方法はまたたく間に広がり、現在ではブドウネアブラムシに抵抗をもつブドウ品種を台木として接木をする方法が主流となった。
フィロキセラに遭うことなく200年以上生き延びているブドウの株は、ギリシャのサントリーニ島、イタリアのアマルフィ、フランスのピレネー、スロベニア・マリボルのStara trta（400年以上）など、隔離された厳しい条件下で育てられたもののみである。また、チリ、アルゼンチンに導入されたヨーロッパブドウは気候風土の影響からフィロキセラの被害を受けていないため、現在では貴重な存在である。
19世紀後半にブランデーの生産が激減したことで、イギリスではその代替としてスコッチ・ウイスキーが広まったとされる。

### 日本
ヨーロッパブドウを導入し始めた日本でもブドウネアブラムシの被害があった。日本への伝播は、1882年（明治15年）3月に三田育種場がアメリカのサンフランシスコから購入したブドウ樹11,558本に起因するようである。1883年（明治16年）秋以後に移植した苗樹にのみ害虫を発見し、その被害痕も同年以後に生じた根に多かったためである。その後、三田育種場のブドウ樹は年を追うごとに衰弱し、1885年（明治18年）には枯死しそうなものが多くなったため、5月13日に農務局員が同場へ派遣されてその害状を調査したところ、すでにコブ状になった被害やネアブラムシが見い出された。このことは1885年（明治18年）5月、ただちに農務局から播州葡萄園にも知らせがあった。園内各樹で調査したところ、6月19日にブドウネアブラムシが発見され、この近傍のブドウ樹4,642本、面積8反4畝 (8,316m3) について、株も支柱も掘り起こしたうえで焼却処分した。そして、硫化石灰と大量の石油を注いで駆除した。これらの被害樹は1884年（明治17年）の春、三田育種場から移植した樹に限られていたことから、そこから伝播したに違いないとされている。
明治時代から大正時代にかけて大発生した結果、日本中のブドウ栽培が壊滅する危機に追い込まれた。当時、山梨県農事試験場に所属していた神沢恒夫は、ブドウネアブラムシの生態を調査し、耐虫性台木の選抜に努め、ようやく被害は治まった。